# Општина Брестовац (Тимиш)
Општина Брестовац (рум. Brestovăţ) је сеоска општина у округу Тимиш/Тамиш у западној Румунији. Општина је значајна по присутној српској националној мањини у Румунији, која је данас малобројна, али и даље присутна (5% становништва).

## Природни услови
Општина Брестовац се налази у источном, румунском Банату, веома далеко од српске границе. Општина се налази у горњем току Тамиша, 40 km источно од Темишвара ка Лугошу. Општински атар је брежуљкастог карактера.

## Становништво и насеља
Општина Брестовац имала је на последњем попису 2002. године 818 становника.
Општина се састоји из 7 насеља:
- Брестовац - седиште општине
- Кошари
- Лукаревац
- Теш
- Ходош

## Срби у општини
Срби у општини Брестовац чине свега 5% становништва општине, али компактно живе у селу Лукаревац, где чине 1/3 становништва. На нивоу општине већину чине Румуни - око 70%, а остатак су Словаци (18%) и Срби (5%).